# Ambassade du Mexique en Algérie
L'ambassade du Mexique en Algérie est la représentation diplomatique de les États-Unis mexicains auprès de la République algérienne démocratique et populaire. Elle est également accréditée pour la Libye, la Mauritanie et la Tunisie.
L'ambassadeur est depuis 2023 José Ignacio Madrazo.

## Histoire
En 1962, le Mexique a été le premier pays à reconnaître la nouvellement indépendante Algérie après l'obtention de l'indépendance de la France. Les relations diplomatiques entre les deux nations ont été officiellement lancée le 21 octobre 1964. En 1965, l'ambassadeur du Mexique au Caire, Égypte a été accrédité pour l'Algérie. En 1974, une ambassade résidente du Mexique a été ouverte à Alger et, en 1975, l'Algérie a ouvert une ambassade à Mexico.

## Ambassade
Elle est située 25 Chemin El Bakri, à Ben Aknoun en Alger.